# Rückwärtsterminierung
Rückwärtsterminierung ist ein Begriff aus dem Projektmanagement und aus der Terminplanung als Teil davon. Rückwärtsterminierung ist die Methode, ein Projekt von seinem terminlichen Ende ausgehend zu planen. Das logische Pendant zur Rückwärtsterminierung ist die Vorwärtsterminierung.
Die Rückwärtsterminierung wird auch im Rahmen der Produktions- und Materialplanung zur zeitgerechten Ermittlung des Teilebedarfes (s. Bedarfsermittlung) verwendet.

## Projektmanagement

### Beispiel
Es besteht ein Termin, zu dem eine Abfolge von Aktivitäten erledigt oder ein Produkt fertiggestellt sein soll. Es wird nun bei der Rückwärtsterminierung vom Ende her geplant, mit welchen logisch jeweils davorliegenden Arbeitsschritten es beginnen muss, um das Projekt oder Produkt rechtzeitig fertigzustellen.
Bei der Planung können Puffer entstehen, wenn der durch die Vorwärtsterminierung entstandene Endtermin des Arbeitspakets und der durch die Rückwärtsterminierung entstandene Endtermin nicht übereinstimmen. Ist dieser Wert bei einem schon begonnenen Projekt negativ, so handelt es sich um einen negativen Puffer, ergo: das Projekt ist (gemessen am Soll-Ende) in Zeitverzug. Dann gibt es einige generelle Ansätze der Problembehebung:
1. Projekt-Endtermin so verschieben, dass es wieder passt.
2. Aktivitäten auf dem Kritischen Pfad werden gestrafft, sodass es wieder passt. Beispiel: indem man die Kapazitäten der Leistungserbringer erhöht, falls das möglich ist.
3. Revidierung des Projektziels, indem ein Teil der zunächst geplanten Leistungen herausgenommen wird.

## Produktionsplanung und -steuerung
Bei der Bedarfsermittlung mit Hilfe von Fortschrittszahlen werden die Bedarfsmengen – entsprechend dem Pull-Prinzip – von einem Zählpunkt (Logistik) zu dem davor liegenden Zählpunkt entsprechend der jeweiligen Durchlaufzeit vorgezogen, die man auch als Vorlaufzeit bezeichnet.